# 郭思 (模特兒)
郭思（英語：Suey Kwok Sze，1994年12月28日—），香港女性模特兒、演員，曾為 Pure Models Limited 所屬模特兒，現為英皇娛樂旗下藝人。

## 簡歷
郭思有一個任職地產業的胞妹郭欣，2007年及2013年分別畢業於彩雲聖若瑟小學下午校和香港道教聯合會青松中學，同年入讀香港公開大學人文社會科學院（香港都會大學人文社會科學院的前身）翻譯系，可只唸了一年便轉到香港教育學院（香港教育大學的前身）修讀科學教育榮譽學士課程（科學與網絡科技系）。2014年，她在校期間已開始兼職時裝模特兒，並參加過《FACE》主辦的2014年第五屆《FACE USTAR大專校花校草大選》，且入圍最後十強。2015年，她曾在《ViVi Fashion Night》奪得「2015 The Best ViVi Girl」獎項，翌年成為了《ViVi》讀者模特兒，還開始當自由身意見領袖，出席多個品牌活動和拍攝廣告。
2018年起，郭思亦逐漸參與不同綜藝節目，其中以擔任 ViuTV《非常食客》主持，演出無綫電視《美女廚房》內的「美女學徒」而受人注目；同年又獲《解決師》劇組邀請試鏡，參演「曾心怡（心心）」一角。2020年7月中，她跟同為夢想沙龍娛樂文化旗下藝人的何彥芷，以歌手身份出道和推出合唱歌曲《女朋友們》；隨後轉投英皇娛樂。
作為一名擁有健康陽光形象的演員，因ViuTV 真人秀節目 「足球女將」而廣為年青人應知, 粉絲更冠以 「香港也馬」稱號, 在節目中獲得MVP獎項。
2025年6月10日更受香港足總邀請, 在「2027亞洲盃外圍賽」啟德主場館內, 於中場時段作表演嘉賓, 演唱「心花怒放」。

## 演出作品

### 劇集
| 首播          | 劇名                                | 角色             |
| InfoLit for U |                                     |                  |
| 2018年        | 包搞掂萬事屋 （页面存档备份，存于） | Jenny            |
| 無綫電視      |                                     |                  |
| 2019年        | 解決師                              | 曾心怡（心心）   |
| 2021年        | 逆天奇案                            | 婷（第21、22集） |
| ViuTV         |                                     |                  |
| 2023年        | Food Buddies                        | Momo             |

### 綜藝節目
| 首播     | 節目名                   | 備註                                                                                     |  |
| ViuTV    |                          |                                                                                          |  |
| 2018年   | 非常食客                 | 主持（非常少女；與陳子豐及黃雪燁）                                                       |  |
| 2018年   | 全港的                   | 主持（與陳炳銓、朱柏康、羅伊婷、趙詠瑤、王頌茵、張敏潔、羅佩芝、鄭宇澄、劉思美及李文意） |  |
| 2025年   | 足球女將                 | ViuTV首個女子足球真人show節目                                                            |  |
| 無綫電視 |                          |                                                                                          |  |
| 2018年   | 美女廚房                 | 演出（美女學徒）                                                                         |  |
| 2018年   | TVB 50+1周年再出發       | 演出嘉賓                                                                                 |  |
| 2019年   | 若只如初見（MyTV SUPER） | 嘉賓                                                                                     |  |
| 2019年   | #後生仔傾吓偈              | 第431集嘉賓                                                                              |  |
| 2019年   | 姊妹淘                   | 第三輯 第63、134集嘉賓                                                                   |  |
| 2022年   | 真·女神轉身              | 第11集嘉賓                                                                               |  |

### 電影
| 首映   | 電影名                           | 角色  |
| 2018年 | 新年。親年（HKV Channel 微電影） | 妹妹  |
| 2023年 | 超神經械劫案下                   | 阿芝  |
| 2023年 | 陰目偵信                         | Cloud |

### 音樂錄像
| 年份   | 歌名                   | 歌手       |
| 2017年 | 終止戀愛               | E-kids     |
| 2018年 | 那年。某日             | 鄧健泓     |
| 2018年 | 也許我一直不懂愛情     | 陳慧琳     |
| 2020年 | Lost Forever           | Robynn Yip |
| 2021年 | Leave The World Behind | 陳天翺     |
| 2021年 | Our Last Day           | 陳天翺     |
| 2021年 | 最好好好講再見         | 陳天翺     |
| 2022年 | 見字醫病               | 吳浩康     |

### 廣告
| 年份   | 內容                                                                                         |
| 電視   |                                                                                              |
| 2014年 | 亞洲聯合財務                                                                                 |
| 2014年 | Timeless Beauty（香港）「Your Beauty Secret」                                                |
| 2015年 | 嘉悅醫療集團「Suey Kwok 郭思 親身體驗 C6 Laser Facial」                                      |
| 2015年 | Cellbone「杏仁酸活肌精華、活膚爽膚水」                                                       |
| 2016年 | 吉野家（香港）「25丼年 - 帆立貝龍蝦湯鍋」                                                    |
| 2016年 | Madhead「神魔之塔 - Be true to yourself」                                                    |
| 2016年 | Bioré「深層高效美肌卸妝水」                                                                  |
| 2016年 | 大眾銀行「儲蓄證券二合一 - 儲蓄年利率高達1%」                                                |
| 2017年 | 百佳超級市場「1月1 - 5日貨品優惠推介」                                                       |
| 2017年 | 百佳超級市場「1月13 - 15日貨品優惠推介」                                                     |
| 2017年 | 百佳超級市場「1月23 - 26日貨品優惠推介」                                                     |
| 2017年 | 中銀香港「『小額轉賬』電子銀行服務 - 新活流」                                                |
| 2017年 | 大眾銀行「私人貸款 - 每月平息低至0.11%（實際年利率3.41%） 貸款額高達港幣$80萬」              |
| 2017年 | éPure Hong Kong「完美素肌防曬精華」                                                          |
| 2017年 | 松下電器（香港）「Panasonic Beauty：我的聖誕初夜 - 約會篇」                                  |
| 2018年 | 松下電器（香港）「Panasonic Beauty：男女の單獨約會 - 進擊篇」                                |
| 2018年 | 松下電器（香港）「Panasonic Beauty：男女の單獨約會 - 最終回」                                |
| 2018年 | OK便利店、Monchhichi「Monchhichi 齊齊疊 + 珍藏萬用盒」                                       |
| 2018年 | 樂信藥業「情繫今天 永恆不變 樂信時刻關心您 - 樂信感冒靈」                                    |
| 2018年 | 佐藤製藥「NAZAL 鼻寧系列噴劑及定量噴劑」                                                     |
| 2018年 | Line Friends、麥當勞「Line Friends - 明星隊公仔、明星隊套裝」                                |
| 2018年 | 李錦記「椰香喇沙濃湯、擔擔麵濃湯、豬骨濃湯、番茄濃湯 - SOUP 一聲 全新濃湯系列 飛嚐地道滋味」 |
| 2018年 | 入境事務處「申請身份證 - 靚靚影相篇」                                                        |
| 2018年 | 入境事務處「新智能身份證：使用e-道篇」                                                       |
| 2018年 | 入境事務處「新智能身份證：認識新證篇」                                                       |
| 2019年 | 入境事務處「新智能身份證：申領身份證 - 流動應用程序預約篇」                                  |
| 2019年 | 入境事務處「新智能身份證：申領身份證 - 自助領證篇」                                          |
| 2019年 | 入境事務處「全港市民換領身份證計劃」                                                         |
| 2019年 | 入境事務處「新智能身份證：登記 / 補領身份證 - 步驟篇」                                       |
| 2022年 | 譚仔雲南米線「【新型壓力病發現！譚仔竟然係治療嘅關鍵？！】 - 韓式泡菜湯雞卷米線」            |
| 平面   |                                                                                              |
| 2015年 | 香港上海滙豐銀行「分期『萬應錢』 - 今天，籌劃雙重喜悅」                                      |
| 2015年 | 藍妹啤酒「藍妹開心 Share 祭」                                                                |
| 2015年 | 象印（香港）「輕便式保溫杯」                                                                 |
| 2016年 | Delight Hydration PLUS「每日星閃系列即棄隱形眼鏡」                                           |
| 2016年 | 香港航空「Flying Beyond - Your vision inspires us to fly further」                           |
| 2017年 | 拍住賞、OK便利店「買滿港幣40元，可享港幣10元回贈」                                           |
| 2017年 | Lemona「LEMONA-S 維他命C補充粉」                                                             |
| 2017年 | 加德士、哈根達斯「甜蜜賞禮券（雪糕禮券 + 加德士汽油優惠券）」                                |
| 2017年 | 香港航空「Where Hong Kong Begins」                                                           |
| 2018年 | 哈根達斯「愛你 so Mochi ... - 北海道紅豆麻糬冰淇淋、九州抺茶麻糬冰淇淋」                     |
| 2018年 | 奧海城「喜‧細看香港 - 新春微型藝術展」                                                       |
| 2018年 | New Balance Hong Kong                                                                        |
| 2018年 | UberEATS、荔園茶餐廳「美味一碰 快樂到家」                                                    |
| 2018年 | 樂而雅「F 淨肌呵護日用絲薄安全翼 25cm 衛生巾」                                               |
| 2021年 | 新生銀行「首30日0利息 - 易貸網私人貸款」                                                     |
| 2021年 | Tempo「Tempo 冰涼濕紙巾 - 「Cool 檸」清爽登場」                                              |
| 2022年 | 譚仔雲南米線「【新型壓力病發現！譚仔竟然係治療嘅關鍵？！】 - 韓式泡菜湯雞卷米線」            |

### 其他
| 日期                      | 內容                                                                | 備註                                                      |
| 2011年8月26日             | 宏亮國際香港魔術節2011                                              | 參賽者                                                    |
| 2014年10月14日            | 小廚房大決鬥 EP1：洋蔥湯                                            | 主持；都市電視                                            |
| 2014年10月28日            | 小廚房大對決 EP3：焗釀番茄盅                                        | 主持；都市電視                                            |
| 2015年11月7日2016年7月5日 | 競馬女神大作戰                                                      | 主持                                                      |
| 2015年12月26日            | ViVi Fashion Night 2015                                             | 參賽者                                                    |
| 2021年2月8日              | 【蝦條哥亂九系列】亂九敢影 │ EP07 │ 超級霹靂無敵影女大法 │ ft. 郭思 | 演出                                                      |
| 2022年5月27日             | 攝｜導｜行                                                          | 郭思 ——【郭有所想 思我未來】- 第六集《雙生兒·雙新兒》前篇 |

## 音樂作品

### 歌曲
- 2018年：《非常食客》主題曲 — 《會呼吸的味道》（與黃雪燁合唱）
- 2020年：《女朋友們》（與何彥芷合唱）

## 曾獲獎項與提名
| 年份   | 獎項                                                                | 結果 |
| 2018年 | 2018香港電視大獎「節目主持人獎 - 《非常食客》（與陳子豐及黃雪燁）」 | 提名 |
| 2021年 | 2020年度勁歌金曲頒獎典禮「最受歡迎新人獎」                          | 提名 |

## 外部連結
- 郭思的新浪微博
- 郭思的Facebook專頁
- Suey Kwok的Facebook專頁
- 郭思的Instagram帳戶
- YouTube上的Sze Kwok頻道
- YouTube上的Suey Kwok頻道